# Dmitrij Szewlagin
Dmitrij Pietrowicz Szewlagin (ros. Дмитрий Петрович Шевлягин, ur. 1913, zm. 30 listopada 1969 w Algierze) – radziecki dyplomata i działacz partyjny.

## Życiorys
W 1934 ukończył Moskiewski Instytut Prawny, a 1937 wyższe kursy prawnicze Akademii Handlu Zagranicznego, po czym został pracownikiem w Ludowym Komisariacie Handlu Zagranicznego ZSRR, a 1937-1941 był konsultantem prawnym Przedstawicielstwa handlowego ZSRR we Włoszech. W latach 1942–1943 służył w Armii Czerwonej, 1943 został członkiem WKP(b), 1945-1947 pracował w aparacie KC WKP(b), 1947-1950 kierował działem redakcji gazety "Za procznyj mir, za narodnujo diemokraciju!", później ponownie pracował w aparacie KC WKP(b)/KPZR. W 1952 kierował sektorem włoskim Komisji Polityki Zagranicznej KC KPZR, od 1953 do października 1965 był zastępcą kierownika Wydziału ds. Kontaktów z Zagranicznymi Partiami Komunistycznymi/Wydziału Międzynarodowego KC KPZR, a od października 1965 do 1968 kierownikiem Wydziału Informacji KC KPZR. Od 8 kwietnia 1966 do końca życia był członkiem Centralnej Komisji Rewizyjnej KPZR, od 7 lutego 1968 do śmierci był ambasadorem nadzwyczajnym i pełnomocnym ZSRR w Algierii, gdzie zmarł.